# Rosario Fiorello
Rosario Tindaro Fiorello (Catania, 1960. május 16. –) olasz showman, színész, rádiós és televíziós műsorvezető.

## Élete
Rosario Cataniaban született, majd a Siracusa megyei Augustában nőtt fel. Karrierjét Valtur és Brucoli üdülővárosban kezdte, ahol kezdetben segédszakács volt, majd animátor lett. A '80-as évek végén találkozott Bernardo Cherubinival (Jovanotti testvére), aki bemutatta a már akkor ismert rádió műsorvezetőnek és zenei producernek Claudio Cecchettónak. Cecchetto felvette a Radio Deejay-be, ahol 1989-ben kezdett el dolgozni. Ő vezette a Viva Radio Deejayt, nyáron Riccionéből, télen pedig Milánóból.
A televíziózásban 1992-ben jelent meg, amikor az Italia 1-n elindult a Karaoke című műsora, majd 1993-tól a Festivalbar egyik műsorvezetője lett 1999-ig. Közben több műsorban is feltűnt a Mediaset csatornáin.
2001-ben otthagyva a Mediasetet, átment a közszolgálati Rai Uno-hoz, és elindult a Stasera pago io (Ma este én fizetek) című műsora.
2006-ban a Viva Radio2… e un po' anche Rai Uno-t vezette, majd 2008-ban a Viva Radio2… minuti-t. 2009-ben a SKY-on elindult saját show műsora Fiorello show címmel.
Az olasz közélet legismertebb személyiségeit többször is kifigurázta műsoraiban.

## Rádiós karrier
2001 és 2008 között vezette a Viva Radio2-t , amiből készült a műsor televíziós változata, aminek 10 millió nézője lett.

## Filmes karrier
Fiorello 1999-ben szerepelt A tehetséges Mr. Ripley című filmben, amelyben előadta a Tu vuo' fa l'americano című dalt Matt Damon és Jude Law oldalán. Vokális adottságainak köszönhetően felkérték a Garfield című rajzfilm szinkronizálásra is.